# Belqas
Belqas ( en arabe : بلقاس   , prononcé : [belˈʔæːs] ) est une ville située dans le coin nord-ouest du gouvernorat de Dakahlia en Égypte .

## Économie
Une partie de l'économie de la ville est la station balnéaire de Gamasa. La ville dépend également de ses gisements de gaz naturel dans la région d'Abu Mady. Belqas reste une région principalement agricole, bien qu'elle contienne quelques activités industrielles telles que les productions de sucre, de riz et de plastique.
Belqas dépend également de son centre d'entretien et de restauration de voitures, remettant les véhicules aux normes d'usine (Peugeot, Mercedes Benz).

## Lieu
Belqas est situé près de la ville de Mansoura et de la ville de Gamasa, dans les gouvernorats de Dakahlia et Kafr el-Sheikh, et se situe au centre de Sherbin, Garaida, Talkha et Gamasa. Ses coordonnées sont 31°14′00″N 31°22′00″E / 31.23333°N 31.36667°E
.

## Sites d'intérêt
Belqas abrite d'anciens palais et villas et des bâtiments religieux. L'une de ces attractions touristiques dans les juridictions de Belqas est le monastère copte orthodoxe de Sainte-Damienne,.